# Minardi M186
A Minardi M186 egy Formula–1-es versenyautó, amelyet a Minardi tervezett az 1986-os Formula–1 világbajnokságra. Az idény közben bemutatott autót jobbára Andrea de Cesaris vezette, illetve egy futamon Alessandro Nannini. A rendkívül megbízhatatlan konstrukció mindössze egy versenyen ért célba.

## Áttekintés
A Giacomo Caliri által tervezett autóból mindössze egy készült, és lényegében az előző évi konstrukció továbbfejlesztése volt. Andrea de Cesaris vezette, az osztrák nagydíjon pedig Nannini. Alig volt jobb, mint a Minardi M185B, az ausztrál nagydíjon az addigi legjobb, tizenegyedik rajthelyre kvalifikáltak. Mexikóban de Cesaris a nyolcadik helyen végzett, ez volt az egyedüli célba érése az autónak. A megbízhatatlanság mellett a rossz konstrukciójú Motori Moderni motorok is hátráltatták a csapatot.
A Minardi megtartotta az előző évi fekete-sárga festését, főbb szponzorai az olasz divatmárka Simod és Gilmar voltak.

## Eredmények
| Év   | Csapat          | Motor                 | Gumik | Pilóták            | 1   | 2   | 3   | 4   | 5   | 6   | 7   | 8   | 9   | 10  | 11  | 12  | 13  | 14  | 15  | 16  | Pontok | Helyezés |
| ---- | --------------- | --------------------- | ----- | ------------------ | --- | --- | --- | --- | --- | --- | --- | --- | --- | --- | --- | --- | --- | --- | --- | --- | ------ | -------- |
| 1986 | Minardi F1 Team | Motori Moderni 615-90 | P     |                    | BRA | ESP | SMR | MON | BEL | CAN | DET | FRA | GBR | GER | HUN | AUT | ITA | EUR | MEX | AUS | 0      | -        |
| 1986 | Minardi F1 Team | Motori Moderni 615-90 | P     | Andrea de Cesaris  |     |     |     |     |     |     |     |     |     |     | KI  |     | KI  | KI  | 8   | KI  | 0      | -        |
| 1986 | Minardi F1 Team | Motori Moderni 615-90 | P     | Alessandro Nannini |     |     |     |     |     |     |     |     |     |     |     | KI  |     |     |     |     | 0      | -        |